# Pseudovolucella apimima
Pseudovolucella apimima är en tvåvingeart som beskrevs av Hull 1941. Pseudovolucella apimima ingår i släktet Pseudovolucella och familjen blomflugor. Inga underarter finns listade i Catalogue of Life.